# Magland
Magland es una comuna y localidad francesa situada en la región Ródano-Alpes, en el departamento de Alta Saboya, en el distrito de Bonneville.

## Geografía
La comuna está situada en el valle del Arve, entre Cluses y Sallanches. Magland es la comuna más extensa del cantón de Cluses. Se extiende entre el macizo de Aravis y el de Giffre. 

## Demografía
| 2018 | 2168 | 2232 | 2630 | 2861 | 2801 | 2929 | 2896 | 3086 | 3202 |
| Para los censos de 1962 a 1999 la población legal corresponde a la población sin duplicidades (Fuente: INSEE [Consultar]) |      |      |      |      |      |      |      |      |      |

## Lista de alcaldes
- 2001-actualidad: René Pouchot

## Lugares de interés
- La estación de esquí de Flaine está situada parcialmente en el territorio de esta comuna.